# Петровское (Кегичёвский район)
Петро́вское (укр. Петрівське) — село,
Власовский сельский совет,
Кегичёвский район,
Харьковская область, Украина.
Код КОАТУУ — 6323180803. Население по данным 1987 года составляло 10 человек.
Село Петровское было ликвидировано в ? году.

## Географическое положение
Село Петровское примыкает к селу Казачьи Майданы.

## Название
При СССР в 1920-е - 1930-е годы в области прошли множественные именования значительной части населённых пунктов в «революционные» названия — в честь Октябрьской революции, пролетариата, сов. власти, Кр. армии, социализма, Сов. Украины, деятелей "демократического и революционного движения" (Т. Шевченко, Г. Петровского) и новых праздников (1 мая и др.)
Село было названо Петровским в честь советского деятеля Григория Ивановича Петровского.
Похожие новые названия приводили к путанице, так как в одной области рядом могли оказаться сёла с одинаковыми названиями: в одной Харьковской области находились в 2016 году девять Петровских: Петровское (Балаклейский район), Петровское (Двуречанский район), Петровское (Кегичёвский район), Петровское (Краснокутский район), Петровское (Близнюковский район), Петровское (Волчанский район), Петровское (Зачепиловский район), Петровское (Лозовской район), Петровское (Чугуевский район).
На территории УССР находились 69 населённых пунктов с названием Петровское.

## Достопримечательности
- Братская могила советских воинов.